# Diocesi di El Obeid
La diocesi di El Obeid (in latino Dioecesis Elobeidensis) è una sede della Chiesa cattolica in Sudan suffraganea dell'arcidiocesi di Khartoum. Nel 2021 contava 97.420 battezzati su 12.857.215 abitanti. È retta dal vescovo Yunan Tombe Trille Kuku Andali.

## Territorio
La diocesi comprende il Sudan occidentale.
Sede vescovile è la città di al-Ubayyid, dove si trova la cattedrale di Nostra Signora Regina d'Africa (Our Lady Queen of Africa).
Il territorio è suddiviso in 17 parrocchie.

## Storia
Il vicariato apostolico di El Obeid fu eretto il 10 maggio 1960 con la bolla Quod Sacrum Fidei di papa Giovanni XXIII, ricavandone il territorio dal vicariato apostolico di Khartoum (oggi arcidiocesi).
Il 12 dicembre 1974 il vicariato apostolico è stato elevato a diocesi con la bolla Cum in Sudania di papa Paolo VI.

## Cronotassi dei vescovi
Si omettono i periodi di sede vacante non superiori ai 2 anni o non storicamente accertati.
- Edoardo Mason, M.C.C.I. † (10 maggio 1960 - 28 febbraio 1969 dimesso)
  - Sede vacante (1969-1979)
- Paulino Lukudu Loro, M.C.C.I. † (5 marzo 1979 - 19 febbraio 1983 nominato arcivescovo di Giuba)
  - Sede vacante (1983-1988)[1]
- Macram Max Gassis, M.C.C.I. † (12 marzo 1988 - 28 ottobre 2013 ritirato)[2]
- Michael Didi Adgum Mangoria (28 ottobre 2013 succeduto - 15 agosto 2015 nominato arcivescovo coadiutore di Khartoum)[3]
- Yunan Tombe Trille Kuku Andali, dal 13 febbraio 2017

## Statistiche
La diocesi nel 2021 su una popolazione di 12.857.215 persone contava 97.420 battezzati, corrispondenti allo 0,8% del totale.
| anno | popolazione | popolazione | popolazione | presbiteri | presbiteri | presbiteri | presbiteri                | diaconi | religiosi | religiosi | parrocchie |
| anno | battezzati  | totale      | %           | numero     | secolari   | regolari   | battezzati per presbitero | diaconi | uomini    | donne     | parrocchie |
| ---- | ----------- | ----------- | ----------- | ---------- | ---------- | ---------- | ------------------------- | ------- | --------- | --------- | ---------- |
| 1970 | 3.850       | 3.072.500   | 0,1         | 20         | 10         | 10         | 192                       |         | 13        | 17        |            |
| 1980 | 10.700      | 5.143.000   | 0,2         | 16         |            | 16         | 668                       |         | 19        | 22        | 8          |
| 1990 | 60.500      | 6.773.000   | 0,9         | 22         | 3          | 19         | 2.750                     |         | 22        | 36        | 9          |
| 1999 | 124.000     | 8.100.000   | 1,5         | 27         | 14         | 13         | 4.592                     |         | 15        | 28        | 9          |
| 2000 | 130.000     | 8.340.000   | 1,6         | 29         | 14         | 15         | 4.482                     |         | 16        | 26        | 10         |
| 2001 | 134.000     | 8.600.000   | 1,6         | 30         | 17         | 13         | 4.466                     |         | 16        | 27        | 19         |
| 2002 | 137.000     | 8.900.000   | 1,5         | 33         | 21         | 12         | 4.151                     |         | 15        | 28        | 19         |
| 2003 | 140.000     | 8.900.000   | 1,6         | 35         | 23         | 12         | 4.000                     |         | 15        | 28        | 10         |
| 2004 | 143.000     | 9.000.000   | 1,6         | 37         | 22         | 15         | 3.864                     |         | 18        | 36        | 14         |
| 2006 | 151.200     | 9.523.000   | 1,6         | 35         | 23         | 12         | 4.320                     |         | 17        | 36        | 13         |
| 2012 | 90.000      | 9.000.000   | 1,0         | 39         | 28         | 11         | 2.307                     |         | 15        | 34        | 14         |
| 2013 | 90.000      | 9.000.000   | 1,0         | 32         | 20         | 12         | 2.812                     |         | 16        | 24        | 14         |
| 2016 | 95.503      | 11.842.000  | 0,8         | 33         | 24         | 9          | 2.894                     |         | 13        | 19        | 14         |
| 2019 | 93.000      | 12.270.500  | 0,8         | 38         | 32         | 6          | 2.447                     |         | 15        | 18        | 14         |
| 2021 | 97.420      | 12.857.215  | 0,8         | 38         | 31         | 7          | 2.563                     | 2       | 15        | 24        | 17         |